# 安岡あゆみ
安岡 あゆみ（やすおか あゆみ、1988年4月24日 - ）は日本の女性経営者。東京都出身。タグピク株式会社の代表取締役社長。

## 人物
- 1歳下の妹がいる。
- 犬好きでりっくという名のパグ犬を飼っていた。
- 趣味は旅行・グルメ・ファッション。
- 特技は書道・水泳。

## 略歴
2010年、株式会社ピアラ【東証7044】に入社。約3年間、同社のブランド事業部が運営するアパレルブランドの立ち上げからプレスとして携わる。
2015年9月、「インフルエンサーのべーシック・インカムを創る。」をビジョンに、国内最大規模の約5,000名のインスタグラマーを束ねるタグピク株式会社を創業。現在のSNS総フォロワーは3.7万人。
タグピク社のマネジメントとして、ブランド企業のSNS運用コンサルティング事業及びインフルエンサー・キャスティング事業を統括。D2Cの支援ソリューション開発の責任者も兼任。

## 主な出演

### 雑誌
2014年・2015年
- CLASSY
- 美人百花
- and GIRL

2011年〜2013年
- cancam
- JJ
- Steady
- BLENDA
- PopSister
- Voce
- AneCan
- 東京カワイイ★TV Style

2010年
- stedy（ファッションページ経験有）
- vivi
- cancam
- nuts
- Lu*jo!
- 大人の愛されヘアカタログ
- S-Cawaii!
- MYベストヘア
- クーポンランド
- パーティアップ

2009年
- JJ（Sサイズモデルとしてファッションページにて出演）
- PINKY（ファッションページ経験有）
- stedy（ファッションページ経験有）
- Fine（巻頭ファッション撮影経験有）
- move on（巻頭ファッションページ出演）
- cancam
- vivi
- with
- Popteen
- S-Cawaii!
- 美人百花
- ar
- BLENDA
- nuts
- チョキチョキガール
- ホットペッパー
- パーティーアップ
- スコラ
- プレッピー
- ゼクシィ
- 自転車日和
- tomtomo
- bea'sUP
- URESTA
- MYベストヘア
- USED JERRY

2008年
- JJ（Sサイズモデルとしてファッションページに出演）
- PINKY（ファッションページ経験有）
- Fine（巻頭ファッション撮影経験有）
- 大人のまとめ髪愛されヘアアレンジ簡単バイブル（表紙、中ページ、DVD）
- CanCam
- vivi
- Ray
- with
- MORE
- ar
- Popteen
- cawaii!
- BLENDA
- nuts
- JERRY
- ES-POSHH
- S-Cawaii!
- MYベストヘア
- ヘアー&ビューティー
- 生意気キララ
- honeygirl
- 東京一週間

2007年
- Popteen
- cawaii!
- SEVENTEEN
- BLENDA
- nuts
- JERRY
- ES-POSHH
- S-Cawaii!

2006年
- Popteen
- cawaii!
- SEVENTEEN

2005年
- Popteen
- cawaii!
- SEVENTEEN

2004年
- Popteen
- cawaii!
- SEVENTEEN

2003年
- Popteen
- ピチレモン
- nicola
- ハナチュー

2002年
- ピチレモン
- nicola
- ハナチュー

2001年
- ピチレモン
- nicola
- melon

### TV
2012年
- MXTV「おしゃコレ!サンデーブレイク」レギュラー
- CS/テレビ埼玉・テレビ和歌山「Mrs.Mart TV」レギュラー
- テレビ朝日「美少女ヌードル」
- MXTV、他全国「Girls TV」
- テレビ朝日「ブロサー」
- テレビ東京「WBS（ワールドビジネスサテライト）」

2011年
- MXTV「東京読モ」レギュラー
- MXTV「先端tic」レギュラー
- MXTV「先端ニューカマー」レギュラー
- MXTV「おしゃコレ!サンデーブレイク」レギュラー
- CS/テレビ埼玉・テレビ和歌山「Mrs.Mart TV」レギュラー

2010年
- テレビ東京「女子☆ブロ」レギュラー（4月〜10月まで）
- JCN「東京西逸品捜査班 逸品刑事」レギュラー（4月～）
- CS「ミセスマートTV」レギュラー
- CS「アイコレNEWS」レギュラー
- 日本テレビ「スッキリ!!」密着取材
- テレビ朝日「お願い!ランキングちょいにち」
- TBS「Music Birth∔」
- テレビ東京「もばたま女子力☆ラボ」
- SHIMANO TV「とこめきHEART」、「ショップチャンネル」
- TBS「EXH」
- TOKYO MX「U・LA・LA@7」

2009年
- SHIMANO TV「HomeTownたいとう」、「ショップチャンネル」
- TBSテレビ「EXH」
- TOKYO MX「U・LA・LA@7」
- BSデジタル「QVC」
- フジテレビ「ゴールドハウス」
- ショップマニフィカa-vex「a-box NEO」
- NHK「東京カワイイTV」
- TBSテレビ「Jスポ」

2008年
- TBSテレビ「Jスポ」
- テレビ大阪制作/テレビ東京系列「和風総本家」
- 日本テレビ「オジサンズ11」

2007年
- テレビ朝日「アドレなガレッジ」
- フジテレビ「オリキュン」
- フジテレビONE「お台場お笑い道」

2006年
- 日本テレビ「24時間テレビ」、「ナイナイサイズ!」
- テレビ朝日「スーパーJチャンネル」
- 日本テレビ「アンテナ22」
- TBSテレビ「2時ピタッ!」

### 映画
2011年
- 『メリーさんの電話』（脚本・監督：三原光尋）山下博美 役
- 『女王の島』（監督：陣伯満）つばさ 役

2010年
- 『ムラサキカガミ』（脚本・監督：三原光尋）相田みのり 役

2009年
- 『20世紀少年＜最終章＞ぼくらの旗』（原作：浦沢直樹 / 監督：堤幸彦監督）娼婦 役
- 『渋谷』（原作：藤原新也 / 監督：西谷真一）ピン子 役
- 『ケータイ小説家の愛』（監督：金子功）女子高生 役

### 広告
2011年
- adidas XL

2010年
- ビューティーラボ
- 花王

2009年
- ビューティーラボ
- ニコン
- 日本緑十字社
- チヨダ
- docomo T-01A
- DHC
- フォルクスワーゲンジャパン
- オルビス

2008年
- 日清食品
- K-two school
- YAMANO beauty salon
- トヨタ自動車

2007年
- バンタン研究所

### Web
2010年
- SHIMANO TV『ときめき! Heart FISHING STORY』